# Громанн, Николаус
Николаус Громанн (нем. Nikolaus Gromann, около 1500 — 29 ноября 1566, Гота) — придворный архитектор саксонского курфюрста Иоганна Фридриха I Великодушного, а также его потомков, которые жили в Веймаре, Готе и Альтенбурге и Хельдбурге. Николаус Громанн трудился более 30 лет в основном в землях Эрнестинской ветви дома Веттинов.

## Биография

### Начало карьеры
Точные место и год рождения Николауса Громанна остаются неизвестными. Его учителями были Конрад Кребс (также называемый Кунц Кребс; † 1540 года в Торгау) и Андреас Гюнтер († 1542 года в Торгау), работу которых он продолжил.
Первым сохранившимся письменным сообщением архитектора стало письмо, которое он отправил в 1536 году курфюрсту Иоганну Фридриху I. В конце сообщения он скромно называет себя каменщиком.
В 1537 году Николаус Громанн написал в отчёте курфюрсту: "После того, как Ваше сиятельство принял меня в качестве главного строителя для работ в Вайда. Строительные работы по возведению господской резиденции в городе Вайда стали первым проектом, который архитектор вёл самостоятельно.

### Признание
В 1543 году Иоганн Фридрих I назначил Громанна придворным архитектором Саксонcкого курфюршества. В этой должности Николаус оставался до конца жизни. В 1544 году Громанн поселился в городе Гота. Около 1550 года он переехал в Веймар, где построил собственный дом. Николаус продал его в 1563 году, чтобы вновь вернуться в Готу. Курфюрст просил архитектора заняться строительными работами в этом городе ещё в 1553 году. Там были заранее выделены несколько участков земли для возведения новых зданий.
Громанн впервые привлёк всеобщее внимание с началом Реформации. Архитектор в 1543 году начал строительство первой протестантской церкви. Это была замковая капелла в крепости Хартенфельс в Торгау. Громанн мастерски встроил новый храм в прежнее средневековое сооружение. После завершения работ в 1544 году церковь лично освятил знаменитый лидер Реформации Мартин Лютер.
Позднее Громанн стал автором проектов новых дворцовых часовен для протестантских князей в Дрездене, Шверине, Штеттине, Гейдельберге и в замке Августусбург. Все они так или иначе повторяли модели часовни резиденции в Торгау. В 1552 году Громанн подготовил проект строительства замковой часовни в крепости Гримменштайн. Но эта постройка не сохранилась.
Громанн руководил многочисленными строительными площадками во владениях Эрнестинов. Причём он строил любые здания и сооружения: замки, ратуши, церкви, укрепления, дороги, мосты и колодцы.

### Культурный вклад
Одна из важных заслуг Николауса Громанна — это распространение в Германии архитектурных традиций эпохи Возрождения. В своих ранних работах он умел совместить более привычный для немцев стиль готики, но с ренессансными вставками, орнаментом и различными более современными декоративными элементами. Позднее Громанн строил здания уже не оглядываясь на прежние каноны. Он стал одним из первых настоящих немецких архитекторов эпохи Возрождения. Среди наиболее ярких его произведений можно отметить ратушу в Альтенбурге, Французский дворец (ныне — Библиотека Анны Амалии) в Веймаре и герцогскую резиденцию в замке Хельдбург (сегодня — Немецкий музей крепостей и замков).
В качестве примера авторского стиля Громанна часто приводят оформление эркеров в резиденции курфюрста во дворце (Французский дом) в Хельдбурге, построенной в период с 1560 по 1564 год. Сегодня эти эркеры называют «мужским» и «женским». Ещё одним образцом мастерства считают фасады ратуши в Альтенбурге.

### Смерть
Громанн нашел своё последнее пристанище на кладбище Фридхоф. В 1904 году это старинное кладбище снесли, чтобы освободить место для строительства спортивного зала гимназии Арнольдшуле. К сожалению надгробие архитектора оказалось утрачено. Сегодня памяти талантливого мастера посвящена мемориальная доска, прикрепленная к спортивному сооружению гимназии.

## Главные сооружения
- 1536—1537 — перестройка замка Остербурга в Вайде (сохранился).
- 1543—1545 — Замок Хартенфельс с замковой часовней в Торгау (совместно с Конрадом Кребсом). Возведённая там часовня стала первой протестантской церковью (сохранилась).
- 1548—1552 — Охотничий замок Фрёлихе Видеркунфт[нем.] (восстановлен, сохранился).
- 1549 — Замок Штадтрода[нем.] (разрушен во время пожара в 1638 году).
- 1549 — Кранаххаус[нем.] в Веймаре (сохранился, полностью восстановлен после попадания авиабомбы в 1945 году).
- 1550 — реконструкция дворца в замке Вартбург близ Айзенаха (перестроен, сохранился).
- 1550 — Реконструкция Веймарского дворцового комплекса[нем.] (сохранился частично).
- 1554—1560 — Перестройка крепости Кобург (сохранилась).
- 1552 — Строительство замкового колодца глубиной 80 метров в замке Лойхтенбург в Зайтенрода.
- 1552—1553 — городские укрепления и замок Гримменштайн в городе Гота (разрушен в 1567 году).
- 1554 — Замок Эренбург в Кобурге (сохранились южное крыло и лестничная башня).
- 1554 — Французский дворец (ныне — Библиотека Анны Амалии) герцогини Анны Амалии в Веймаре (сохранился, восстановлен).
- 1555—1557 — Расширение и усиление фортификационных сооружений вокруг замка Хербслебен[нем.] (сохранились в виде руин).
- 1557—1559 — Здания коллегий в Йене (здания Йенского университета).
- 1560 — Старый замок в комплексе Дорнбургские дворцы (сохранился).
- 1560—1564 — Реконструкция крепости Хельдбург, строительство в ней герцогской резиденции (восстановлена после сильного пожара 1982 года) и замкового колодца глубиной 114 метров.
- 1562 — ратуша в Альтенбурге[нем.].
- 1563 — Реконструкция замка Лойхтенбург (сохранился).
- 1573—1576 — Ратуша в городе Гера (сохранилась).

## Другие работы
- Могильная плита изготовленная 1555 года для захоронения Лукаса Кранаха Старшего (сохранилась, размещена в так называемой церкви Гердера в Веймаре).

## Галерея
- Библиотека Анны Амалии
- Ратуша в Альтенбурге[нем.]
- Фрёлихе Видеркунфт[нем.]
- Замок Хельдбург
- Ратуша в городе Гера